# بريان بريدغز
بريان بريدغز هو لاعب هوكي جليد كندي، ولد في 27 ديسمبر 1985 في فيكتوريا في كندا.

## وصلات خارجية
- بريان بريدغز على موقع دوري الهوكي الوطني (الإنجليزية)
- بريان بريدغز على موقع EliteProspects.com (الإنجليزية)
- بريان بريدغز على موقع HockeyDB.com (الإنجليزية)